# Estándar BRT
El Estándar BRT es una herramienta de evaluación para los corredores de los Autobuses de tránsito rápido alrededor del mundo, basada en las mejores prácticas internacionales. La Norma establece una definición común para los BRT e identifica las mejores prácticas de BRT, además de funcionar como un sistema de puntuación para permitir que los corredores BRT sean evaluados y reconocidos por sus aspectos superiores de diseño y gestión.
La Norma fue concebida por el Institute for Transportation and Development Policy (ITDP) en 2012 para asegurar que los corredores de BRT en todo el mundo cumplan con un estándar de calidad mínimo y ofrezcan beneficios consistentes para los pasajeros, económicos y ambientales. Además de servir como una visión general de los elementos de diseño BRT, el Estándar puede ser utilizado para evaluar corredores BRT existentes y certificarlos como corredores clasificados Basic, Bronze, Silver o Gold. Los corredores que no cumplan las normas mínimas para las calificaciones básicas no se consideran BRT.: 34  La última edición de la Norma se publicó en 2014.

## Historia y propósito
Lanzado por primera vez en 2012, el Estándar BRT fue creado "para establecer una definición común de autobús de tránsito rápido (BRT, por sus siglas en inglés) y asegurar que los corredores BRT ofrezcan de manera más uniforme experiencias de pasajeros de clase mundial, beneficios económicos significativos e impacto ambiental positivo". La Norma se elaboró en respuesta a la falta de consenso entre los planificadores e ingenieros en cuanto a lo que constituye un verdadero corredor de la BRT. Sin una definición clara, el término BRT se utilizó para referirse a los corredores que solo proporcionaban pequeñas mejoras en el servicio de autobús y carecían de los elementos del BRT que lo hacían competitivo con las alternativas de metro o metro ligero. Esto causó una reacción violenta contra la "marca"de BRT, y confusión en cuanto a sus beneficios.
La edición de 2014 introdujo algunas mejoras en la metodología, incluyendo ajustes a la definición del corredor, penalizaciones por servicios infrecuentes y un mayor énfasis en lo básico. Para que los corredores de los BRT de las zonas céntricas puedan calificarse como BRT, la definición de corredor BRT se ha reducido a 3 kilómetros (3000 m) de longitud. Se han eliminado las métricas de diseño de frecuencias pico y off-peak, y se han añadido penalizaciones por frecuencias de pico bajo y off-peak. Se agregó un punto adicional a cada uno de los elementos básicos del BRT, para poner mayor énfasis en los elementos básicos de un corredor del BRT.

## Comité técnico y avalistas
El Estándar BRT fue desarrollado y continúa siendo actualizado por un comité técnico, con dirección estratégica y orientación de varias organizaciones. El Comité Técnico de 2014 consistió en: Manfred Breithaupt (GIZ), Wagner Colombini Martins (Logit Consultoria), Dario Hidalgo (EMBARQ), Walter Hook (ITDP), Colleen McCaul, Gerhard Menckhoff (jubilado, Banco Mundial), CarlosFelipe Pardo (Despacio), Scott Rutherford (Universidad de Washington), Pedro Szasz, y Lloyd W La Norma incorpora además el asesoramiento y el respaldo institucional de ITDP, GIZ, ClimateWorks Foundation, Programa de Naciones Unidas para los Asentamientos Humanos, Barr Foundation, Programa de las Naciones Unidas para el Ambiente, ICCT y la Fundación Rockefeller.

## Definición de BRT
El Estándar BRT crea un "estándar mínimo" concreto, identificando varios elementos de diseño críticos que deben estar presentes para que los corredores califiquen como BRT. Para cada elemento se identifican las mejores prácticas, junto con puntos de referencia para el logro parcial de la característica.

### Características básicas

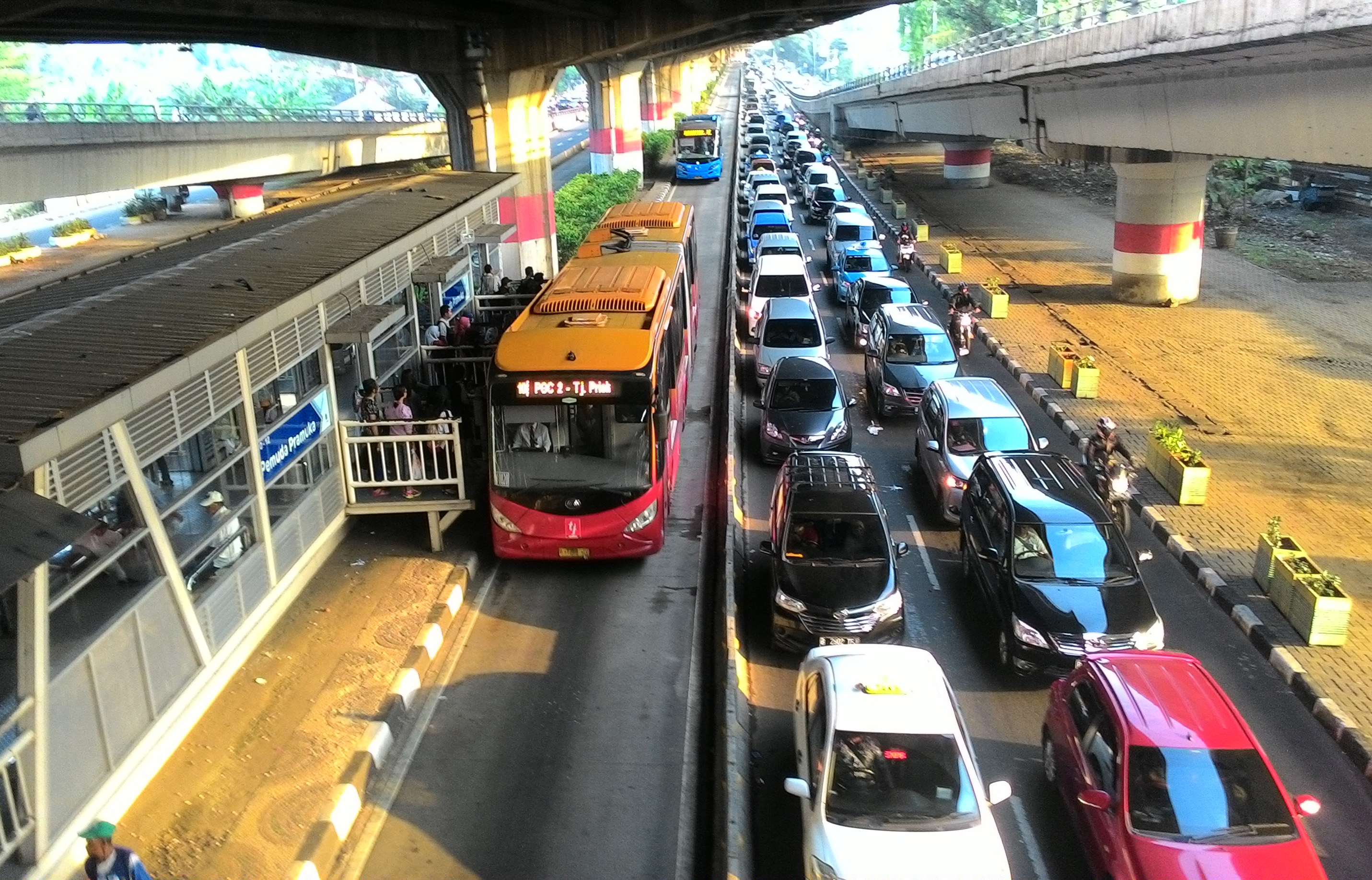
TransJakarta bus on the dedicated bus lane, an exclusive right-of-way separated from heavy traffic.

Hay cinco características esenciales de un corredor BRT.
- Derecho de paso dedicado - Un derecho de paso exclusivo es vital para asegurar que los autobuses puedan moverse rápidamente y sin impedimentos por la congestión. La aplicación del carril dedicado puede manejarse de diferentes maneras, como delineadores, pilonas o pavimento coloreado.
- Alineación de pasillos de autobús - Alineación del carril de tráfico para minimizar los conflictos con otro tráfico. Las opciones incluyen pasillo exclusivo de autobús solamente, mediana (reserva central) alineada y acera alineada (pero acera alineada solamente cuando hay intersecciones infrecuentes para causar conflictos de tráfico y retrasos).
- Recogida de tarifas a bordo - La recogida de tarifas antes del embarque, ya sea mediante un método de "control de barrera" o de "prueba de pago", es uno de los factores más importantes para reducir el tiempo de permanencia en la estación y, por lo tanto, el tiempo total de viaje, mejorando así la experiencia del cliente.
- Tratamientos de intersección - Hay varias maneras de aumentar la velocidad de los autobuses en las intersecciones, todas ellas con el objetivo de aumentar el tiempo de señal verde para el carril bus. La prohibición de las curvas a través del carril bus y la minimización del número de fases de señalización de tráfico donde sea posible son las más importantes. La prioridad de la señal de tráfico cuando se activa mediante un vehículo BRT que se aproxima es útil en los corredores de baja frecuencia.
- Embarque a nivel de plataforma - Tener la plataforma de la estación de autobuses nivelada con el piso del autobús es una de las maneras más importantes de reducir los tiempos de embarque y de aterrizaje por pasajero. La reducción o eliminación del espacio entre el vehículo y la plataforma también es clave para la seguridad y el confort del cliente. Se puede utilizar una serie de medidas para lograr brechas de plataforma de menos de 5 centímetros (1,968503935 pulg.), incluyendo autobuses guiados en estaciones, marcadores de alineación, bordillos Kassel y puentes de embarque.

### Mejores prácticas
Además de los elementos básicos del BRT, la Norma identifica varias categorías de elementos y características del BRT que contribuyen a los corredores superiores del BRT:
- Planificación del servicio - rutas múltiples, autobuses de alta frecuencia y horas de operación.
- Infraestructura: rebasar carriles en las estaciones, minimizar las emisiones de gases de escape de los vehículos y mejorar la calidad del pavimento.
- Diseño de la estación e interfaz estación-bus: estaciones seguras y cómodas, número de accesos en autobús y distancias razonables entre estaciones.
- Calidad del Servicio y Sistemas de Información al Pasajero: identidad e información al pasajero
- Integración y acceso: integración con otros medios de transporte, aparcamiento seguro para bicicletas y acceso universal.

## Puntuación
Se otorgan puntos por aquellos elementos de los corredores BRT que mejoren significativamente el rendimiento operativo y la calidad de servicio. Los puntos actúan como representaciones para una mayor calidad de servicio al cliente (velocidad, comodidad, capacidad, etc.). Para cada elemento identificado en el estándar BRT, se asigna un valor máximo de puntos. A continuación, un corredor BRT determinado se clasifica en función de la medida en que logra las mejores prácticas de este elemento.
El estándar BRT creó una "definición mínima" para los corredores BRT. Para calificar como BRT, un corredor debe tener una puntuación superior a 18/33 en los elementos básicos del BRT. Una vez calificado como BRT Básico, un corredor puede ganar hasta 100 puntos. Para reconocer el rendimiento superior, la Norma otorga corredores que marcan entre 85 y 100 puntos en la clasificación Gold, entre 70 y 84 en Silver y 55 y 69 en Bronze. Muchos corredores de autobús con aspectos parecidos a la BRT no pueden calificar como BRT verdadero. Los corredores que no cumplen con los estándares mínimos de BRT son clasificados por el ITDP como "No BRT".: 34 

## Corredores BRT puntuado
Las siguientes ciudades han evaluado y calificado sus corredores de BRT usando el Estándar de Corredor de BRT 2013. Cada corredor está clasificado en el nivel de calidad Oro, Plata o Bronce. En los Estados Unidos, solo seis corredores clasificados como verdaderos corredores BRT, dos de nivel Plata y cuatro de nivel Bronce, mientras que otros dos corredores de EE. UU. evaluados están clasificados como "No BRT".: 34 
| Ciudad                   | País                    | Sistema BRT: Corredor(es) | Rango  |
| ------------------------ | ----------------------- | --- | ------ |
| Guangzhou                | República Popular China | GBRT: Zhongshan Avenue | Oro    |
| Yichang                  | China                   | Yichang BRT Management Company: Dongshan Avenue, Yiling District                                                                                               | Oro    |
| Bogotá                   | Colombia                | TransMilenio: Americas, Calle 80, Calle 26, NQS (Norte-Quito-Sur), SUBA, El Dorado                                                                             | Oro    |
| Curitiba                 | Brasil                  | Rede Integrada de Transporte: Linha Verde | Oro    |
| Río de Janeiro           | Brasil                  | TransOeste, Transcarioca | Oro    |
| Lima                     | Perú                    | Metropolitano | Oro    |
| Guadalajara              | México                  | Mi Macro | Oro    |
| Medellín                 | Colombia                | Metroplús | Oro    |
| Belo Horizonte           | Brasil                  | MOVE: Cristiano Machado | Oro    |
| Hartford, Connecticut    | Estados Unidos          | CTfastrak | Plata  |
| Lanzhou                  | República Popular China | LBRT: Anning Road | Plata  |
| Brisbane, Queensland     | Australia               | Brisbane BRT: South East Busway | Plata  |
| Bogotá                   | Colombia                | TransMilenio: Autonorte y Caracas | Plata  |
| Pereira                  | Colombia                | Megabús | Plata  |
| Barranquilla             | Colombia                | TransMetro | Plata  |
| Cali                     | Colombia                | MIO | Plata  |
| Curitiba                 | Brasil                  | Rede Integrada de Transporte: Corridor North, Corridor South, Corridor East, Corridor West, and Corridor Boqueirão                                             | Plata  |
| Sao Paulo                | Brasil                  | Expresso Tiradentes | Plata  |
| Ciudad de México         | México                  | Metrobús: Línea 1, Línea 2, y Línea 3 | Plata  |
| México(estado)           | México                  | Mexibús | Plata  |
| Leon                     | México                  | Optibus | Plata  |
| Quito                    | Ecuador                 | MetrobusQ: Ecovia, Trolebus, y Central-Norte | Plata  |
| Johannesburgo            | Sudáfrica               | Rea Vaya Phase 1A | Plata  |
| Rouen                    | France                  | TEOR: Línea 1, Línea 2, y Línea 3 | Plata  |
| Cleveland, Ohio          | Estados Unidos          | HealthLine | Plata  |
| Ahmedabad                | India                   | Janmarg: Narol-Naroda and RTO-Maninagar | Plata  |
| Yakarta                  | Indonesia               | TransJakarta: Corridor 1 (Blok M to Kota Station) | Plata  |
| Belo Horizonte           | Brasil                  | MOVE: Antônio Carlos | Plata  |
| Río de Janeiro           | Brasil                  | Transolímpica | Plata  |
| Uberlândia               | Brasil                  | Estrutural Sudeste | Plata  |
| Uberaba                  | Brasil                  | Vetor Leste-Oeste | Plata  |
| Buenos Aires             | Argentina               | Metrobús | Bronce |
| Guayaquil                | Ecuador                 | Guayaquil BRT: Guasmo-Río Daule and Bastión-Centro | Bronce |
| São Paulo                | Brasil                  | Corredor Metropolitano, São Mateus – Jabaquara (ABD) | Bronce |
| Los Angeles, California  | Estados Unidos          | Los Angeles Metro Liner: Orange Line | Bronce |
| Eugene, Oregon           | Estados Unidos          | Emerald Express Green Line | Bronce |
| Pittsburgh, Pennsylvania | Estados Unidos          | Martin Luther King Jr. East Busway | Bronce |
| Las Vegas, Nevada        | Estados Unidos          | Strip & Downtown Express | Bronce |
| Nantes                   | Francia                 | Semitan: Nantes Busway Line 4 | Bronce |
| Cambridge                | Reino Unido             | The Busway: Route A | Bronce |
| Ottawa, Ontario          | Canadá                  | Transitway | Bronce |
| Beijing                  | República Popular China | Beijing BRT: Line 1: Nanzhongzhou, Line 2: Chaoyang Road, Line 3: Anding Road, Line 4: Rucheng Road – Fushi Road                                               | Bronce |
| Changzhou                | República Popular China | Changzhou BRT: Tongijang Road – Laodong Road – Lanling Road – Wuji Road – Mingxin Road (North-South), Huaide Road – Yanling Road – Dongfangxi Road (East-West) | Bronce |
| Jinan                    | República Popular China | Jinan BRT: Lishan Road, Second Ring Road East, Aoti Middle Road, Beiyuan Elevated Road (East West)                                                             | Bronce |
| Ciudad de México         | México                  | Metrobús: Line 4 | Bronce |
| Ciudad del Cabo          | Sudáfrica               | MyCiTi: Phase 1A | Bronce |
| Brasília                 | Brasil                  | Expresso DF Sul | Bronce |
| Goiânia                  | Brasil                  | Eixo Anhanguera | Bronce |
| Kuala Lumpur             | Malaysia                | Rapid KL: BRT Sunway Line | Bronce |

## Críticas
La norma BRT ha sido criticada por algunos porque las posibles consecuencias no intencionadas que puede tener sobre las políticas de transporte en algunas ciudades. En respuesta a esa crítica, se ha dicho que la Norma debe ser entendida como una herramienta de puntuación que puede motivar a las ciudades a desarrollar corredores de transporte masivo de alta calidad en lugar de corredores de bajo costo que solo se presentan como BRT por su nombre.